# Lepidoscia callista
Lepidoscia callista is een vlinder uit de familie van de zakjesdragers (Psychidae). De wetenschappelijke naam van deze soort is voor het eerst voorgesteld als Narycia callista door Oswald Bertram Lower in een publicatie uit 1903.
De soort komt voor in Australië (Victoria).